# Maika Sivo

a Compétitions nationales et continentales officielles uniquement.

b Matchs officiels uniquement.
Maika Sivo, né le 3 octobre 1993 à Nadi (Fidji), est un joueur de rugby à XV et de rugby à XIII Fidjien évoluant au poste d'ailier. Formé au rugby à XV jusqu'à ses vingt-et-ans avec une participation au Championnat du monde junior 2013 en France, il décide de changer de code et de rejoindre l'Australie, d'abord dans l'antichambre de la National Rugby League en Coupe de Nouvelle-Galles du Sud avant d'effectuer  ses débuts en « NRL » avec les Eels de Parramatta lors de la saison 2019, il y devient l'un des meilleurs marqueurs d'essais de la NRL, et compte une sélection cette même année avec les Fidji.

## Biographie
Maika Sivo est né à Nadi aux Fidji. Formé au rugby à XV, il participe notamment au Championnat du monde junior 2013 en France, compétition au cours de laquelle les Fidji terminent onzième. À seulement 21 ans, il abandonne l'agriculture et se rend en Australie où il commence le rugby à XIII aux Tigers de Gundagai en 2015. Par la suite, il rejoint St. Mary's en Coupe Ron Massey puis évolue en Coupe de Nouvelle-Galles du Sud (antichambre de la National Rugby League) aux Mounties de Mount Pritchard avant de rejoindre l'équipe réserve des Panthers de Penrith. En 2018, les Eels de Parramatta décident de lui proposer un contrat de deux ans, cette fois-ci en NRL. Il suit ainsi les traces d'un autre fidjien, Semi Radradra, qui avait fait les beaux jours des Eels avant de faire le chemin inverse et de se consacrer au rugby à XV.
Sa première saison en NRL en 2019 avec son alter ego au poste d'ailier Blake Ferguson est une vraie réussite. Auteur de vingt-deux essai dont vingt en saison régulière (seul Israel Folau avait fait mieux lors d'une première saison en NRL), il termine meilleur marqueur d'essais de la saison. Il est notamment auteur d'un triplé contre les Sea Eagles de Manly-Warringah et de cinq doublés au cours de la saison. Il n'est cependant pas désigné meilleur ailier de la NRL, le titre revenant au Néo-zélandais Ken Maumalo. Les Eels de Parramatta réussissent toutefois une excellente saison en étant éliminés en demi-finales par le Storm de Melbourne. Maika Sivo connaît sa première sélection avec l'équipe de rugby à XIII des Fidji contre le Liban, match au cours duquel il est auteur de deux essais pour une victoire 58-14 aux côtés de Suliasi Vunivalu.
Très attendu pour confirmer sa première saison prometteuse, Maika Sivo début sa seconde saison chez les Eels par un match sans essai contre les Canterburry Bulldogs. Il retrouve toutefois rapidement le chemin de l'en-but lors de son deuxième match face aux Gold-Coast Titans et récidive en scorant également face aux Brisbane Broncos.

## Palmarès
- Collectif : 
  - Finaliste de la National Rugby League : 2022 (Parramatta).

- Individuel :
  - Meilleur marqueur d'essais en National Rugby League : 2019 (Parramatta).

### Détails en sélection
| 1. | 22 juin 2019 | Liban | 58-14 | Amical | Ailier | 8 | 2 | 0 | 0 |

### En club

#### Statistiques
| Saison | Club            | Compétition           | Matchs | Points | Essais | Goals | Drops |
| ------ | --------------- | --------------------- | ------ | ------ | ------ | ----- | ----- |
| 2019   | Parramatta Eels | National Rugby League | 25     | 88     | 22     | -     | -     |
| 2020   | Parramatta Eels | National Rugby League | 21     | 60     | 15     | -     | -     |
| 2021   | Parramatta Eels | National Rugby League | 0      | -      | -      | -     | -     |